# Ferrowohlen
Die Ferrowohlen AG ist ein Schweizer Unternehmen der Stahlindustrie. Es stellte ab 1955 in einem Eisenwerk in Wohlen im Kanton Aargau durch das Einschmelzen von ausgedientem Stahl Produkte für die Armierung her. Zeitweise beschäftigte die Ferrowohlen rund 400 Mitarbeiter. 1994 musste die Produktion eingestellt werden. Seither widmet sich das Unternehmen dem Unterhalt und der Weiternutzung des Fabrikgeländes.

## Geschichte

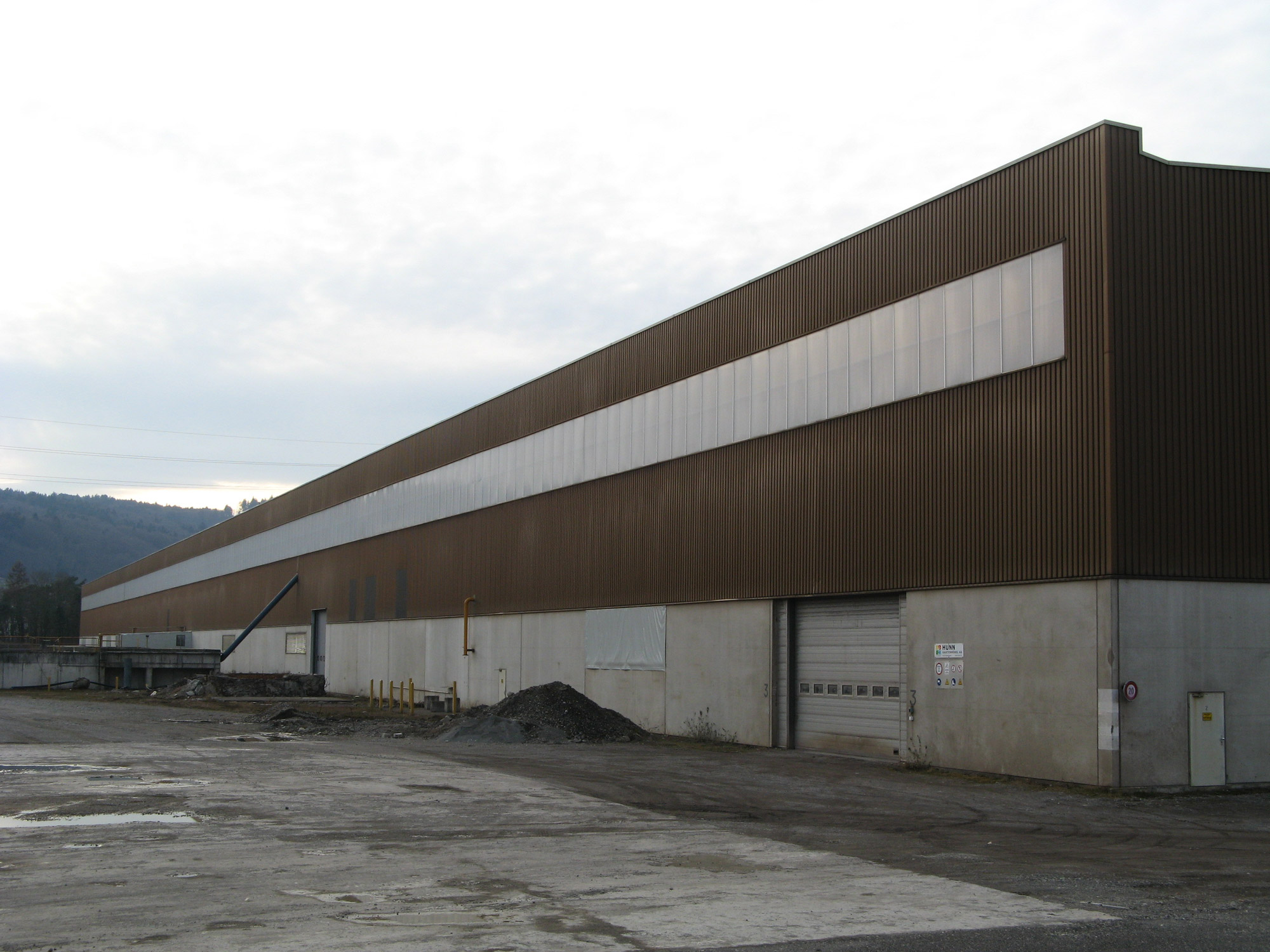
Zweite Fabrikhalle, erbaut 1987/88

Bis Mitte des 20. Jahrhunderts dominierte die Strohgeflechtindustrie das wirtschaftliche Geschehen in Wohlen, verlor dann aber rasch an Bedeutung. Um einen Ausgleich zu schaffen, stimmte die Wohler Gemeindeversammlung am 22. Juni 1955 mit über 90 % Zustimmung für die Ansiedlung eines Eisenwerks. Bereits Ende desselben Jahres nahm die Ferrowohlen ihren Betrieb in einer 320 Meter langen Halle auf, die teilweise auf dem Gebiet der Nachbargemeinde Villmergen liegt. Auf dem Höhepunkt der Entwicklung um 1970 beschäftigte das Unternehmen rund 400 Mitarbeiter.
In den 1980er Jahren plante die Ferrowohlen den Ausbau der Produktion. 1987/88 liess sie eine zweite, über 300 Meter lange Halle bauen. Aufgrund weltweiter Überkapazitäten im Zuge der Stahlkrise wurde das bereits gekaufte und installierte Walzwerk jedoch nie in Betrieb genommen. Der Zusammenbruch des europäischen Stahlmarktes, verbunden mit einem massiven Preiszerfall, führte ab 1992 zu grossen Verlusten. Im Februar 1994 musste die Produktion eingestellt werden. Die Fabrikationsanlagen wurden 2003 demontiert, in den Iran verkauft und dort wieder aufgebaut.

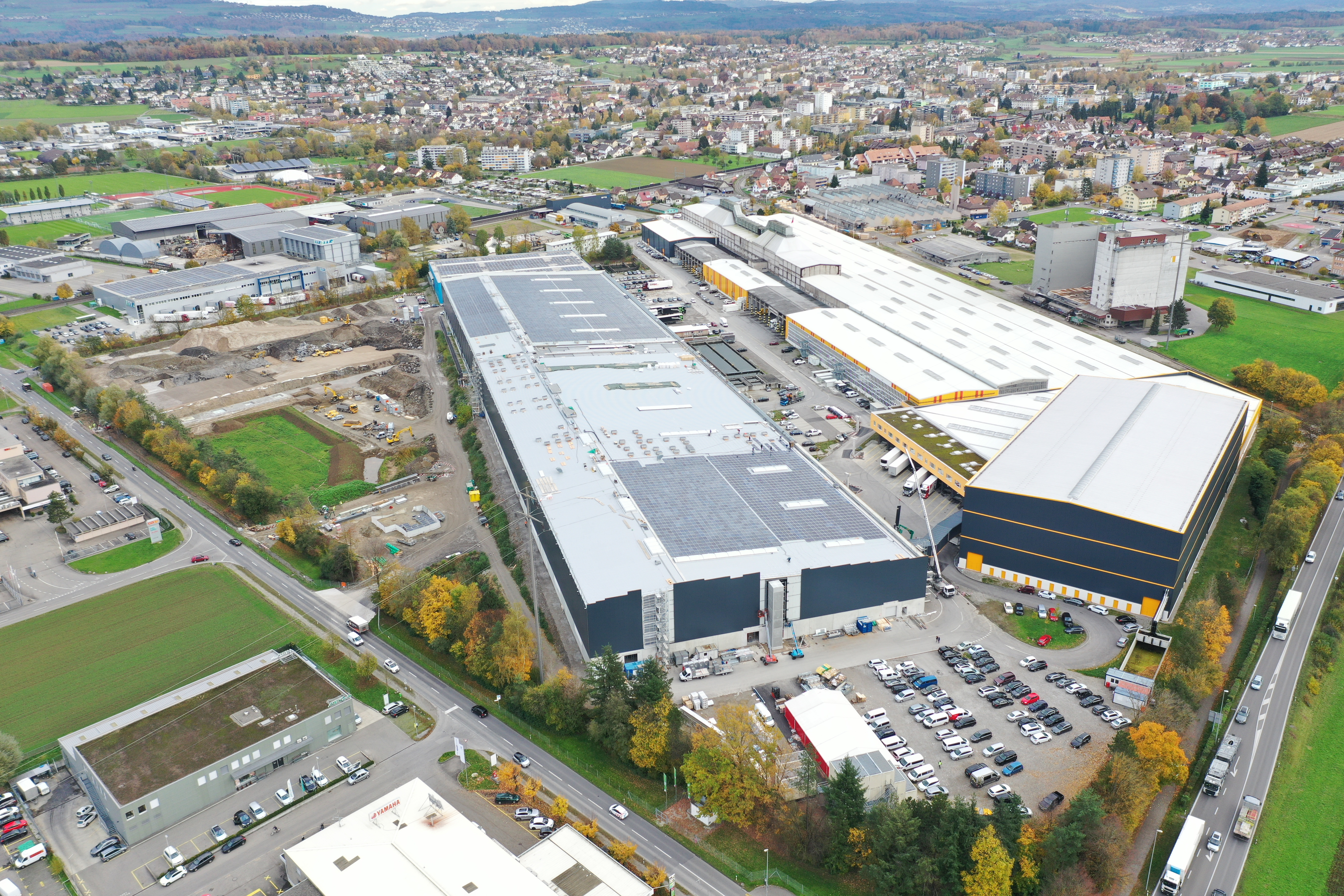
Luftansicht

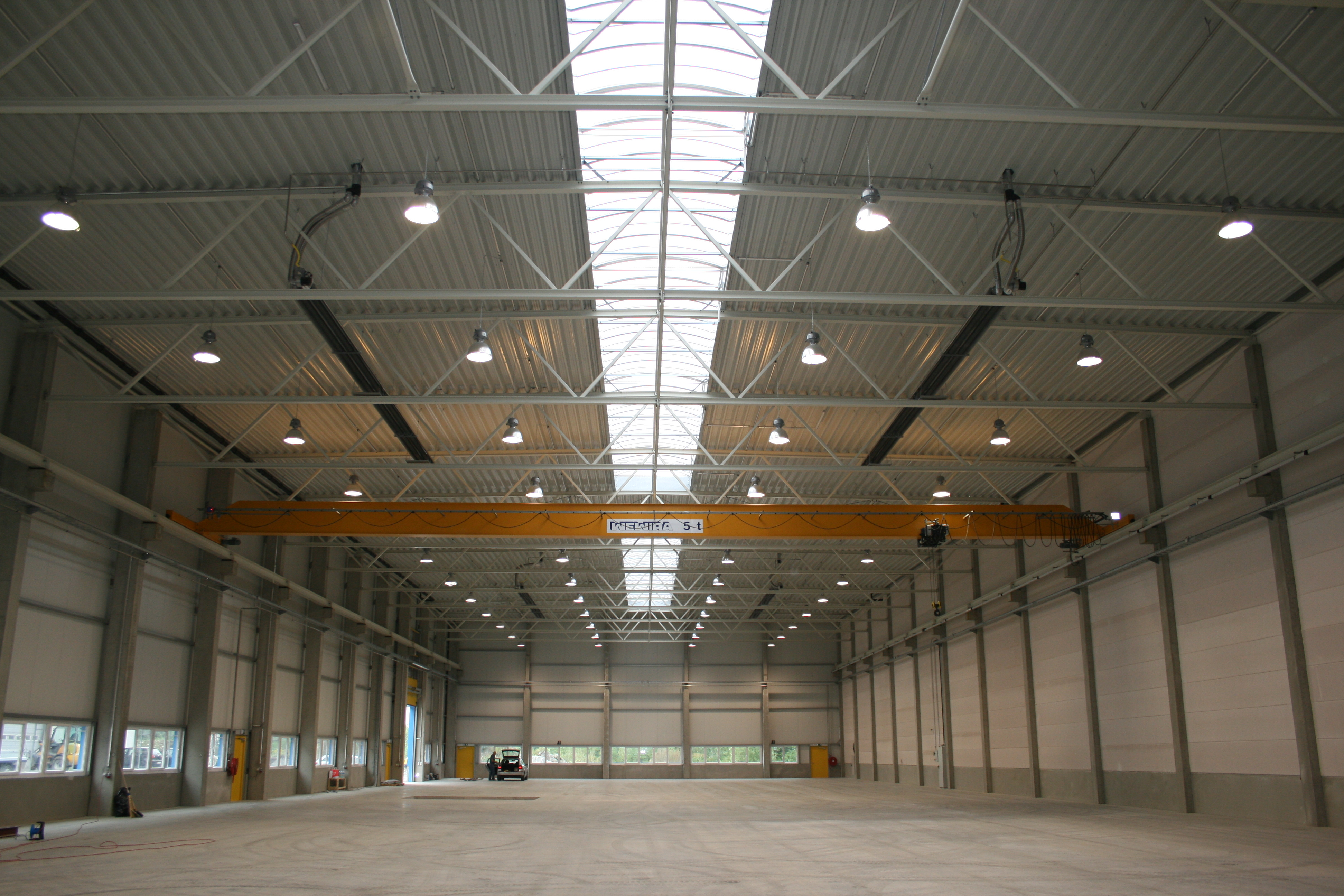
Halle

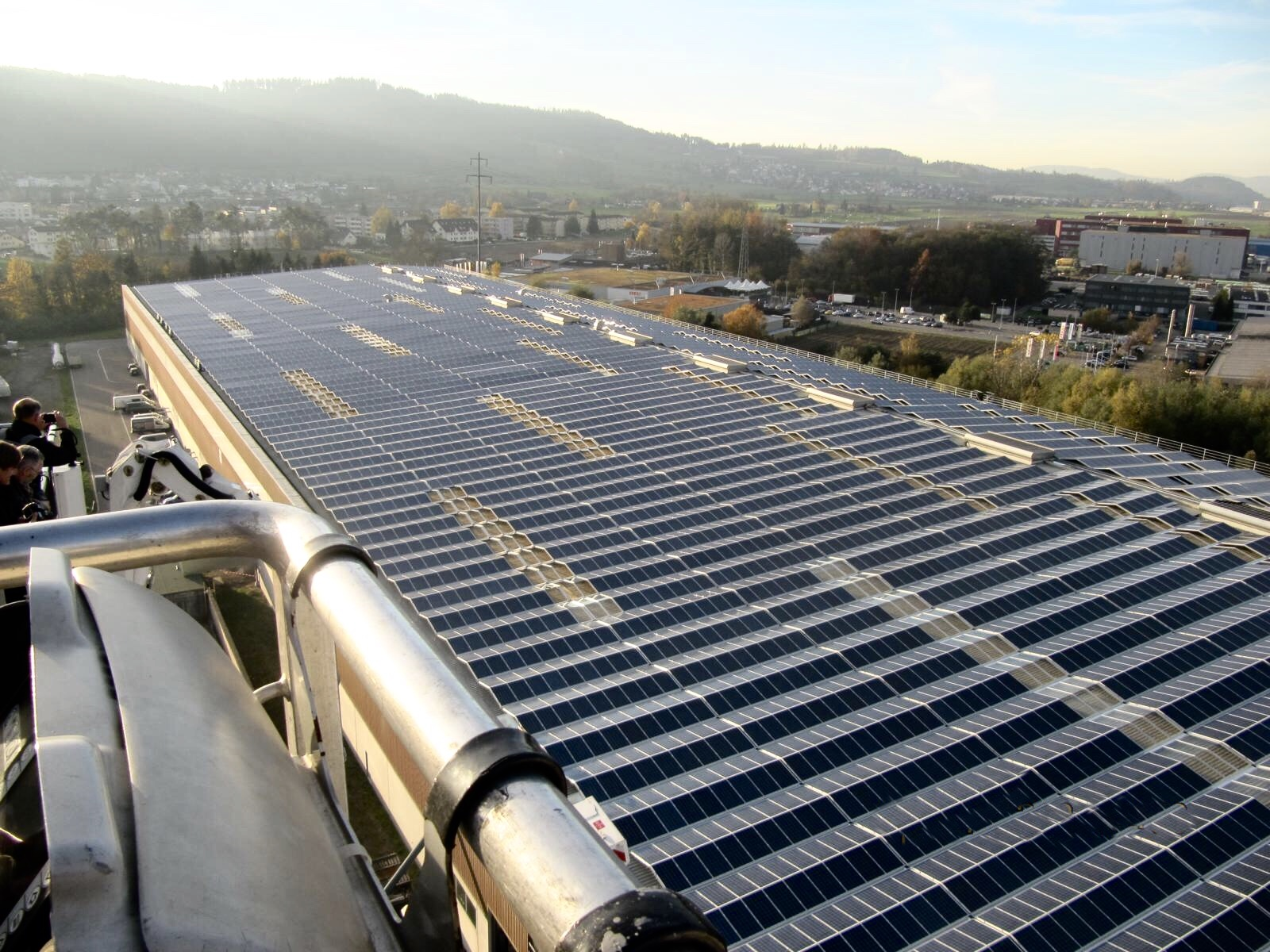
Photovoltaikanlage

Das Unternehmen plante eine tiefgreifende Umnutzung des Fabrikgeländes und entwickelte das Projekt Ferropolis, das im August 2003 vorgestellt wurde. Durch den Umbau der Fabrikhallen und die Errichtung von Neubauten sollte auf dem 200'000 m² grossen Gelände ein neuer Stadtteil entstehen. Das Projekt sah ein Investitionsvolumen von 600 Millionen Franken vor; im Endausbau hätte Ferropolis Platz für 3'000 Arbeitsplätze und Wohnraum für 3'000 Menschen geboten. Im Laufe des Mitwirkungsverfahrens im Frühjahr 2007 äusserten die beteiligten Behörden, Parteien, Organisationen und Einzelpersonen jedoch grosse Bedenken und kritisierten das Projekt als überdimensioniert. Der plötzliche Bevölkerungsschub hätte zudem einen erheblichen Ausbau der lokalen Infrastruktur erfordert und eine massive Verkehrszunahme verursacht. Auf wenig Verständnis stiess die Idee, die auf dem Areal befindliche Schlacke entlang der Bahnlinie als Lärmschutzwall aufzuschichten, anstatt sie zu entsorgen.
Aufgrund der Rückmeldungen schien die Realisierung des Projekts unwahrscheinlich. Der Verwaltungsrat der Ferrowohlen beschloss daher im Mai 2007 einen Strategiewechsel. Auf die Umzonung des Areals von der Industriezone in eine gemischte Wohn- und Gewerbezone, wofür eine Volksabstimmung in den betroffenen Gemeinden Wohlen und Villmergen nötig gewesen wäre, wurde verzichtet. Stattdessen werden die beiden Hallen aktiv bewirtschaftet und an Nachnutzer als Produktionsstätte und Lager vermietet. Nach der sieben Millionen Franken teuren Sanierung eines Teils der älteren Fabrikhalle zogen 2009 die ersten Unternehmen ein, darunter das Logistikzentrum des Elektronikhandelsunternehmens Digitec Galaxus. Das Gelände soll sukzessive zu einem Industriepark ausgebaut werden.
Rund die Hälfte des Gesamtareals ist bereits überbaut und mit verschiedenen Lager- und Produktionshallen versehen. Das Unternehmen erstellt nun für seinen neuen Mieter die neuen Hallen D3 und D4 sowie eine unterirdische Tiefgarage mit 120 Parkplätzen. Die zwei neuen Gebäude wird die Eiffage Suisse (Geschäftsstelle Zürich) als Totalunternehmer für die Bauherrin Ferrowohlen AG realisieren.

## Quelle
- Geschichte der Ferrowohlen AG